# Gualicho shinyae
Gualicho shinyae es la única especie conocida del género extinto Gualicho de dinosaurio terópodo que vivió a mediados del periodo Cretácico, hace unos 93 millones de años durante el Cenomaniense en lo que es hoy Sudamérica.

## Descripción

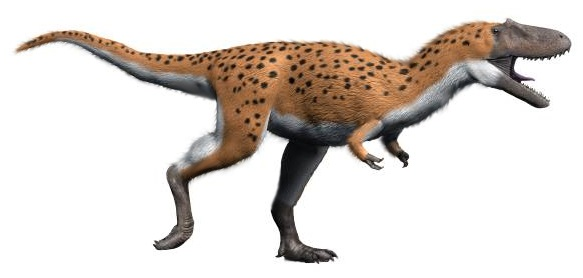
Recreación artística por computadora.

Se describe como un terópodo de tamaño mediano que poseía piernas fuertes y ágiles así como brazos reducidos con manos provistas de solo dos dedos funcionales. Medía de 6 a 7 metros de largo y 1,70 metros de altura. La presencia de dos dedos funcionales en sus extremidades superiores podría indicar que los carnosaurios estuvieron sujetos a la misma tendencia hacia la reducción de los brazos que ocurrió en la evolución de los tiranosáuridos y los abelisáuridos, siempre que Gualicho sea considerado un carnosaurio en primer lugar.
Habitó en lo que ahora es el norte de la Patagonia argentina, en lo que fue entonces la isla-continente de Suramérica que se había separado del resto del supercontinente de Gondwana. Los fósiles fueron hallados en la Formación Huincul, la cual data de finales de la época del Cenomaniense a inicios del Turoniense del período Cretácico, hace unos 93 millones de años. El holotipo, se encuentra en las colecciones paleontológicas del Museo Patagónico de Ciencias Naturales, de la ciudad de General Roca. La zona de la Provincia de Río Negro en la que vivió hace 93 millones de años gozaba de un clima cálido y grandes ríos, lugares en los que convivió con otros dinosaurios conocidos incluyendo algunos gigantes tales como Mapusaurus y Argentinosaurus.

## Descubrimiento e investigación

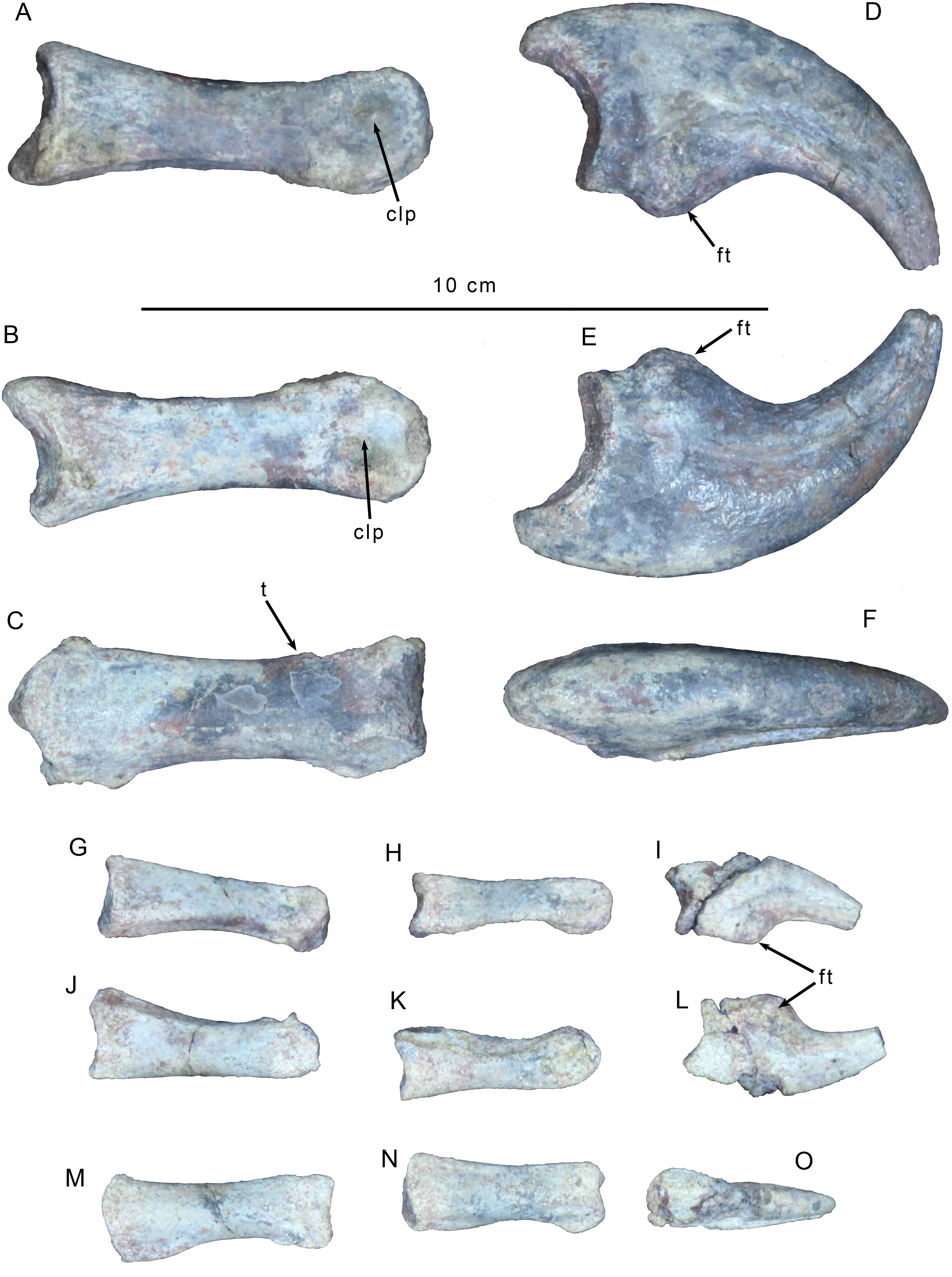
Dedos de la mano izquierda

El 13 de febrero de 2007, Akiko Shinya, preparadora del Museo Field de Historia Natural, al este del Embalse Ezequiel Ramos Mexía en el Rancho Violante, descubrió el esqueleto de un terópodo nuevo para la ciencia. En 2016, el espécimen fue nombrado y descrito por Sebastián Apesteguía, Nathan D. Smith, Rubén Juárez Valieri y Peter J. Makovicky.
Gualicho debe su nombre de género a las complicaciones que tuvieron los primeros investigadores para obtener los fósiles, basándose en el gualicho, un espíritu maligno temido entre el pueblo de los tehuelches en la Patagonia, mientras que el nombre de especie, "shinyae" se debe a la jefa de técnicos del Museo Field de Historia Natural, Akiko Shinya, quien descubrió el fósil el 13 de febrero de 2007. Fue descubierto cerca del embalse Ezequiel Ramos Mexía al pie del cerro Chikubi en el Rancho Violante, en la provincia argentina de Río Negro. En 1999 Sebastián Apesteguía ya había recorrido el lugar, y lo habían marcado para ser explorado en el futuro por la cantidad de huesos y troncos petrificados que pudieron avistar en ese momento. En 2016, el espécimen fue nombrado y descrito por Sebastián Apesteguía, Nathan D. Smith, Rubén Juárez Valieri y Peter J. Makovicky.

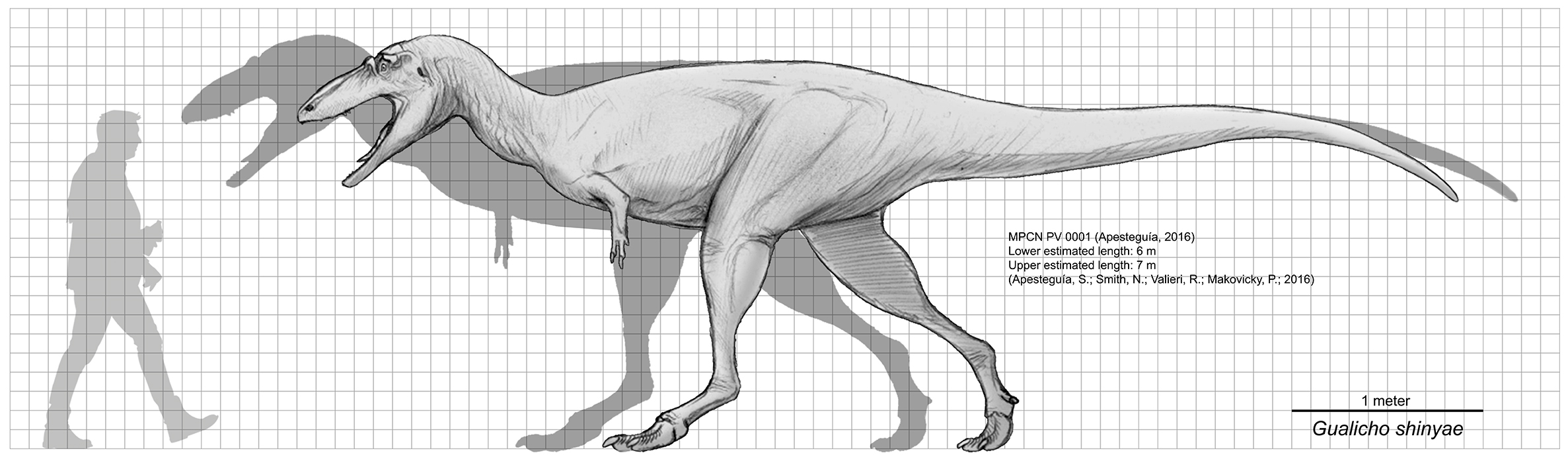
Tamaño estimado en comparación con un humano.

El espécimen holotipo, MPCN PV 0001, consiste de un esqueleto parcial que carece de cráneo. Contiene cuatro vértebras del dorso, tres vértebras de la zona media de la cola, costillas, un conjunto de costillas del vientre (gastralia), la parte izquierda de la cintura escapular, el miembro anterior izquierdo, el antebrazo derecho, los extremos distales de ambos huesos púbicos, el fémur derecho, el extremo inferior del fémur izquierdo, los extremos superiores de la tibia y el peroné derechos, elementos de ambos metatarsos y tres dedos del pie derecho. Muchos de los huesos fueron descubiertos en su posición anatómica original, pero la mayor parte del esqueleto había sido destruida por la erosión. Se ha sugerido que Gualicho es sinónimo del megaraptoriano Aoniraptor, también conocido de la Formación Huincul y descubierto en el sitio Violante en vista de las similitudes en sus vértebras caudales. Sin embargo, Aoniraptor no cumple con los requisitos del Artículo 8.5.3 de ICZN, lo que significa que es un nomen nudum no válido hasta su publicación en papel, lo que ocurrió con posterioridad a la descripción de Gualicho, por lo que este tiene prioridad.

## Clasificación
Filogenéticamente, Gualicho presenta dos posibilidades; que los megarraptoranos y los neovenatóridos fueran carnosaurios, o que los megarraptoranos y neovenatóridos fueran una gradación de terópodos más cercanamente relacionados con los celurosaurios que a los carnosaurios. Su pariente más cercano genéricamente está en África, ya que su escápula, fémur y fíbula son similares al terópodo africano Deltadromeus, quien comparte la misma época geológica que Gualicho.
Se ha sugerido que Gualicho podría ser un sinónimo del megarraptorano Aoniraptor, el cual también es conocido de la Formación Huincul y descubierto en el sitio Violante, en vista de las similitudes existentes en sus vértebras caudales. Sin embargo, Aoniraptor no cumple con los requisitos del artículo 8.5.3 del ICZN, lo que significa que es probablemente un nomen nudum sin validez.

### Filogenia
El siguiente cladograma sigue el análisis presentado en 2016 por Sebastián Apesteguía, Nathan D. Smith, Rubén Juárez Valieri y Peter J. Makovicky.
|  | Deltadromeus |
|  |              |
|  | Gualicho     |
|  |              |

|  | Neovenator                                                      |
|  |                                                                 |
|  | \| \| Chilantaisaurus \| \| \| \| \| \| Megaraptora \| \| \| \| |
|  |                                                                 |
|  | Chilantaisaurus                                                 |
|  |                                                                 |
|  | Megaraptora                                                     |
|  |                                                                 |

|  | Chilantaisaurus |
|  |                 |
|  | Megaraptora     |
|  |                 |

|  | Deltadromeus |
|  |              |
|  | Gualicho     |
|  |              |

|  | Neovenator                                                      |
|  |                                                                 |
|  | \| \| Chilantaisaurus \| \| \| \| \| \| Megaraptora \| \| \| \| |
|  |                                                                 |
|  | Chilantaisaurus                                                 |
|  |                                                                 |
|  | Megaraptora                                                     |
|  |                                                                 |

|  | Chilantaisaurus |
|  |                 |
|  | Megaraptora     |
|  |                 |

|  | Deltadromeus |
|  |              |
|  | Gualicho     |
|  |              |

|  | Neovenator                                                      |
|  |                                                                 |
|  | \| \| Chilantaisaurus \| \| \| \| \| \| Megaraptora \| \| \| \| |
|  |                                                                 |
|  | Chilantaisaurus                                                 |
|  |                                                                 |
|  | Megaraptora                                                     |
|  |                                                                 |

|  | Chilantaisaurus |
|  |                 |
|  | Megaraptora     |
|  |                 |

|  | Deltadromeus |
|  |              |
|  | Gualicho     |
|  |              |

|  | Neovenator                                                      |
|  |                                                                 |
|  | \| \| Chilantaisaurus \| \| \| \| \| \| Megaraptora \| \| \| \| |
|  |                                                                 |
|  | Chilantaisaurus                                                 |
|  |                                                                 |
|  | Megaraptora                                                     |
|  |                                                                 |

|  | Chilantaisaurus |
|  |                 |
|  | Megaraptora     |
|  |                 |

|  | Deltadromeus |
|  |              |
|  | Gualicho     |
|  |              |

|  | Neovenator                                                      |
|  |                                                                 |
|  | \| \| Chilantaisaurus \| \| \| \| \| \| Megaraptora \| \| \| \| |
|  |                                                                 |
|  | Chilantaisaurus                                                 |
|  |                                                                 |
|  | Megaraptora                                                     |
|  |                                                                 |

|  | Chilantaisaurus |
|  |                 |
|  | Megaraptora     |
|  |                 |

|  | Deltadromeus |
|  |              |
|  | Gualicho     |
|  |              |

|  | Neovenator                                                      |
|  |                                                                 |
|  | \| \| Chilantaisaurus \| \| \| \| \| \| Megaraptora \| \| \| \| |
|  |                                                                 |
|  | Chilantaisaurus                                                 |
|  |                                                                 |
|  | Megaraptora                                                     |
|  |                                                                 |

|  | Chilantaisaurus |
|  |                 |
|  | Megaraptora     |
|  |                 |

|  | Deltadromeus |
|  |              |
|  | Gualicho     |
|  |              |

|  | Neovenator                                                      |
|  |                                                                 |
|  | \| \| Chilantaisaurus \| \| \| \| \| \| Megaraptora \| \| \| \| |
|  |                                                                 |
|  | Chilantaisaurus                                                 |
|  |                                                                 |
|  | Megaraptora                                                     |
|  |                                                                 |

|  | Chilantaisaurus |
|  |                 |
|  | Megaraptora     |
|  |                 |

|  | Deltadromeus |
|  |              |
|  | Gualicho     |
|  |              |

|  | Neovenator                                                      |
|  |                                                                 |
|  | \| \| Chilantaisaurus \| \| \| \| \| \| Megaraptora \| \| \| \| |
|  |                                                                 |
|  | Chilantaisaurus                                                 |
|  |                                                                 |
|  | Megaraptora                                                     |
|  |                                                                 |

|  | Chilantaisaurus |
|  |                 |
|  | Megaraptora     |
|  |                 |

|  | Deltadromeus |
|  |              |
|  | Gualicho     |
|  |              |

|  | Neovenator                                                      |
|  |                                                                 |
|  | \| \| Chilantaisaurus \| \| \| \| \| \| Megaraptora \| \| \| \| |
|  |                                                                 |
|  | Chilantaisaurus                                                 |
|  |                                                                 |
|  | Megaraptora                                                     |
|  |                                                                 |

|  | Chilantaisaurus |
|  |                 |
|  | Megaraptora     |
|  |                 |

|  | Deltadromeus |
|  |              |
|  | Gualicho     |
|  |              |

|  | Neovenator                                                      |
|  |                                                                 |
|  | \| \| Chilantaisaurus \| \| \| \| \| \| Megaraptora \| \| \| \| |
|  |                                                                 |
|  | Chilantaisaurus                                                 |
|  |                                                                 |
|  | Megaraptora                                                     |
|  |                                                                 |

|  | Chilantaisaurus |
|  |                 |
|  | Megaraptora     |
|  |                 |

|  | Deltadromeus |
|  |              |
|  | Gualicho     |
|  |              |

|  | Neovenator                                                      |
|  |                                                                 |
|  | \| \| Chilantaisaurus \| \| \| \| \| \| Megaraptora \| \| \| \| |
|  |                                                                 |
|  | Chilantaisaurus                                                 |
|  |                                                                 |
|  | Megaraptora                                                     |
|  |                                                                 |

|  | Chilantaisaurus |
|  |                 |
|  | Megaraptora     |
|  |                 |

|  | Deltadromeus |
|  |              |
|  | Gualicho     |
|  |              |

|  | Neovenator                                                      |
|  |                                                                 |
|  | \| \| Chilantaisaurus \| \| \| \| \| \| Megaraptora \| \| \| \| |
|  |                                                                 |
|  | Chilantaisaurus                                                 |
|  |                                                                 |
|  | Megaraptora                                                     |
|  |                                                                 |

|  | Chilantaisaurus |
|  |                 |
|  | Megaraptora     |
|  |                 |

|  | Deltadromeus |
|  |              |
|  | Gualicho     |
|  |              |

|  | Neovenator                                                      |
|  |                                                                 |
|  | \| \| Chilantaisaurus \| \| \| \| \| \| Megaraptora \| \| \| \| |
|  |                                                                 |
|  | Chilantaisaurus                                                 |
|  |                                                                 |
|  | Megaraptora                                                     |
|  |                                                                 |

|  | Chilantaisaurus |
|  |                 |
|  | Megaraptora     |
|  |                 |

|  | Deltadromeus |
|  |              |
|  | Gualicho     |
|  |              |

|  | Neovenator                                                      |
|  |                                                                 |
|  | \| \| Chilantaisaurus \| \| \| \| \| \| Megaraptora \| \| \| \| |
|  |                                                                 |
|  | Chilantaisaurus                                                 |
|  |                                                                 |
|  | Megaraptora                                                     |
|  |                                                                 |

|  | Chilantaisaurus |
|  |                 |
|  | Megaraptora     |
|  |                 |

|  | Deltadromeus |
|  |              |
|  | Gualicho     |
|  |              |

|  | Neovenator                                                      |
|  |                                                                 |
|  | \| \| Chilantaisaurus \| \| \| \| \| \| Megaraptora \| \| \| \| |
|  |                                                                 |
|  | Chilantaisaurus                                                 |
|  |                                                                 |
|  | Megaraptora                                                     |
|  |                                                                 |

|  | Chilantaisaurus |
|  |                 |
|  | Megaraptora     |
|  |                 |

|  | Deltadromeus |
|  |              |
|  | Gualicho     |
|  |              |

|  | Neovenator                                                      |
|  |                                                                 |
|  | \| \| Chilantaisaurus \| \| \| \| \| \| Megaraptora \| \| \| \| |
|  |                                                                 |
|  | Chilantaisaurus                                                 |
|  |                                                                 |
|  | Megaraptora                                                     |
|  |                                                                 |

|  | Chilantaisaurus |
|  |                 |
|  | Megaraptora     |
|  |                 |

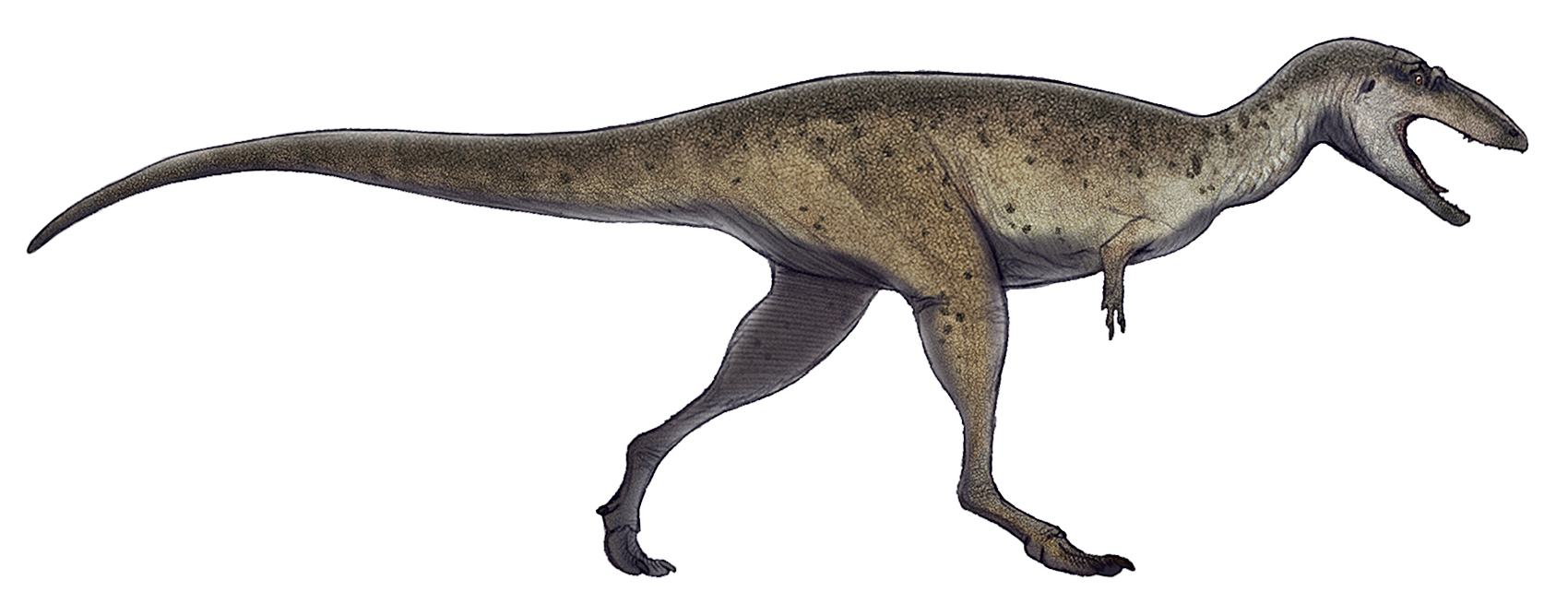
Restauración

Este cladograma sigue el consenso estricto, el resultado promedio, de los 12 árboles más parsimoniosos, los pasos evolutivos más sencillos, en términos del total de características examinadas evolucionadas o perdidas entre los taxones examinados, de acuerdo con el análisis filogenético publicado por Porfiri et al. de 2018. Aunque los resultados son diferentes, la metodología del análisis fue prácticamente idéntica a la de Apesteguía et al. de 2016, solo diferenciándose en el hecho de que se incorporó a Tratayenia y a Murusraptor, dos megaraptoranos no incluidos en el análisis de Apesteguía et al.
|  | Sinraptor       |
|  |                 |
|  | Monolophosaurus |
|  |                 |

|  | Tyrannotitan                                                  |
|  |                                                               |
|  | \| \| Mapusaurus \| \| \| \| \| \| Giganotosaurus \| \| \| \| |
|  |                                                               |
|  | Mapusaurus                                                    |
|  |                                                               |
|  | Giganotosaurus                                                |
|  |                                                               |

|  | Mapusaurus     |
|  |                |
|  | Giganotosaurus |
|  |                |

|  | Tyrannotitan                                                  |
|  |                                                               |
|  | \| \| Mapusaurus \| \| \| \| \| \| Giganotosaurus \| \| \| \| |
|  |                                                               |
|  | Mapusaurus                                                    |
|  |                                                               |
|  | Giganotosaurus                                                |
|  |                                                               |

|  | Mapusaurus     |
|  |                |
|  | Giganotosaurus |
|  |                |

|  | Tyrannotitan                                                  |
|  |                                                               |
|  | \| \| Mapusaurus \| \| \| \| \| \| Giganotosaurus \| \| \| \| |
|  |                                                               |
|  | Mapusaurus                                                    |
|  |                                                               |
|  | Giganotosaurus                                                |
|  |                                                               |

|  | Mapusaurus     |
|  |                |
|  | Giganotosaurus |
|  |                |

|  | Tyrannotitan                                                  |
|  |                                                               |
|  | \| \| Mapusaurus \| \| \| \| \| \| Giganotosaurus \| \| \| \| |
|  |                                                               |
|  | Mapusaurus                                                    |
|  |                                                               |
|  | Giganotosaurus                                                |
|  |                                                               |

|  | Mapusaurus     |
|  |                |
|  | Giganotosaurus |
|  |                |

|                | Fukuiraptor |
|                | |
| Megaraptoridae | \| \| Murusraptor \| \| \| \| \| \| Tratayenia \| \| \| \| \| \| Megaraptor \| \| \| \| \| \| Aerosteon \| \| \| \| \| \| Australovenator \| \| \| \| \| \| Orkoraptor \| \| \| \| |
|                | \| \| Murusraptor \| \| \| \| \| \| Tratayenia \| \| \| \| \| \| Megaraptor \| \| \| \| \| \| Aerosteon \| \| \| \| \| \| Australovenator \| \| \| \| \| \| Orkoraptor \| \| \| \| |
|                | Murusraptor |
|                | |
|                | Tratayenia |
|                | |
|                | Megaraptor |
|                | |
|                | Aerosteon |
|                | |
|                | Australovenator |
|                | |
|                | Orkoraptor |
|                | |

|  | Murusraptor     |
|  |                 |
|  | Tratayenia      |
|  |                 |
|  | Megaraptor      |
|  |                 |
|  | Aerosteon       |
|  |                 |
|  | Australovenator |
|  |                 |
|  | Orkoraptor      |
|  |                 |

|                | Fukuiraptor |
|                | |
| Megaraptoridae | \| \| Murusraptor \| \| \| \| \| \| Tratayenia \| \| \| \| \| \| Megaraptor \| \| \| \| \| \| Aerosteon \| \| \| \| \| \| Australovenator \| \| \| \| \| \| Orkoraptor \| \| \| \| |
|                | \| \| Murusraptor \| \| \| \| \| \| Tratayenia \| \| \| \| \| \| Megaraptor \| \| \| \| \| \| Aerosteon \| \| \| \| \| \| Australovenator \| \| \| \| \| \| Orkoraptor \| \| \| \| |
|                | Murusraptor |
|                | |
|                | Tratayenia |
|                | |
|                | Megaraptor |
|                | |
|                | Aerosteon |
|                | |
|                | Australovenator |
|                | |
|                | Orkoraptor |
|                | |

|  | Murusraptor     |
|  |                 |
|  | Tratayenia      |
|  |                 |
|  | Megaraptor      |
|  |                 |
|  | Aerosteon       |
|  |                 |
|  | Australovenator |
|  |                 |
|  | Orkoraptor      |
|  |                 |

|  | Sinraptor       |
|  |                 |
|  | Monolophosaurus |
|  |                 |

|  | Tyrannotitan                                                  |
|  |                                                               |
|  | \| \| Mapusaurus \| \| \| \| \| \| Giganotosaurus \| \| \| \| |
|  |                                                               |
|  | Mapusaurus                                                    |
|  |                                                               |
|  | Giganotosaurus                                                |
|  |                                                               |

|  | Mapusaurus     |
|  |                |
|  | Giganotosaurus |
|  |                |

|  | Tyrannotitan                                                  |
|  |                                                               |
|  | \| \| Mapusaurus \| \| \| \| \| \| Giganotosaurus \| \| \| \| |
|  |                                                               |
|  | Mapusaurus                                                    |
|  |                                                               |
|  | Giganotosaurus                                                |
|  |                                                               |

|  | Mapusaurus     |
|  |                |
|  | Giganotosaurus |
|  |                |

|  | Tyrannotitan                                                  |
|  |                                                               |
|  | \| \| Mapusaurus \| \| \| \| \| \| Giganotosaurus \| \| \| \| |
|  |                                                               |
|  | Mapusaurus                                                    |
|  |                                                               |
|  | Giganotosaurus                                                |
|  |                                                               |

|  | Mapusaurus     |
|  |                |
|  | Giganotosaurus |
|  |                |

|  | Tyrannotitan                                                  |
|  |                                                               |
|  | \| \| Mapusaurus \| \| \| \| \| \| Giganotosaurus \| \| \| \| |
|  |                                                               |
|  | Mapusaurus                                                    |
|  |                                                               |
|  | Giganotosaurus                                                |
|  |                                                               |

|  | Mapusaurus     |
|  |                |
|  | Giganotosaurus |
|  |                |

|                | Fukuiraptor |
|                | |
| Megaraptoridae | \| \| Murusraptor \| \| \| \| \| \| Tratayenia \| \| \| \| \| \| Megaraptor \| \| \| \| \| \| Aerosteon \| \| \| \| \| \| Australovenator \| \| \| \| \| \| Orkoraptor \| \| \| \| |
|                | \| \| Murusraptor \| \| \| \| \| \| Tratayenia \| \| \| \| \| \| Megaraptor \| \| \| \| \| \| Aerosteon \| \| \| \| \| \| Australovenator \| \| \| \| \| \| Orkoraptor \| \| \| \| |
|                | Murusraptor |
|                | |
|                | Tratayenia |
|                | |
|                | Megaraptor |
|                | |
|                | Aerosteon |
|                | |
|                | Australovenator |
|                | |
|                | Orkoraptor |
|                | |

|  | Murusraptor     |
|  |                 |
|  | Tratayenia      |
|  |                 |
|  | Megaraptor      |
|  |                 |
|  | Aerosteon       |
|  |                 |
|  | Australovenator |
|  |                 |
|  | Orkoraptor      |
|  |                 |

|                | Fukuiraptor |
|                | |
| Megaraptoridae | \| \| Murusraptor \| \| \| \| \| \| Tratayenia \| \| \| \| \| \| Megaraptor \| \| \| \| \| \| Aerosteon \| \| \| \| \| \| Australovenator \| \| \| \| \| \| Orkoraptor \| \| \| \| |
|                | \| \| Murusraptor \| \| \| \| \| \| Tratayenia \| \| \| \| \| \| Megaraptor \| \| \| \| \| \| Aerosteon \| \| \| \| \| \| Australovenator \| \| \| \| \| \| Orkoraptor \| \| \| \| |
|                | Murusraptor |
|                | |
|                | Tratayenia |
|                | |
|                | Megaraptor |
|                | |
|                | Aerosteon |
|                | |
|                | Australovenator |
|                | |
|                | Orkoraptor |
|                | |

|  | Murusraptor     |
|  |                 |
|  | Tratayenia      |
|  |                 |
|  | Megaraptor      |
|  |                 |
|  | Aerosteon       |
|  |                 |
|  | Australovenator |
|  |                 |
|  | Orkoraptor      |
|  |                 |